# Liste von Gedenktafeln für Frauen in der Schweiz
| Datierung | Geehrte Person                          | Standort                                                                         | Anmerkungen | Bild | Wikilinks |
| --------- | --------------------------------------- | -------------------------------------------------------------------------------- | --- | ---- | --------- |
| 1997      | Lux Guyer (1894–1955)                   | Zürich, Bahnhofstrasse 71                                                        | Gedenktafel gestiftet von der Gesellschaft zu Fraumünster anlässlich des Zürcher Sechseläutens.                                               |      |           |
| 1998      | Anna Waser (1678–1714)                  | Zürich, Münstergasse 19, Haus «Zur Alten Post»                                   | Gedenktafel gestiftet von der Gesellschaft zu Fraumünster anlässlich des Zürcher Sechseläutens.                                               |      |           |
| 1999      | Anna Zwingli-Reinhart (1484–1538)       | Zürich, Schifflände 30                                                           | Gedenktafel gestiftet von der Gesellschaft zu Fraumünster anlässlich des Zürcher Sechseläutens.                                               |      |           |
| 2000      | Katharina von Zimmern (1478–1547)       | Zürich, Neumarkt 13, Haus «zum M—kopf»                                           | Gedenktafel gestiftet von der Gesellschaft zu Fraumünster anlässlich des Zürcher Sechseläutens.                                               |      |           |
| 2000      | Jaquette de Clause (15. Jahrhundert)    | Lausanne, Schloss Ouchy                                                          | Gedenktafel gestiftet von der Stadt Lausanne, stellvertretend für alle Menschen, die im Waadtland der Hexenverfolgung zum Opfer gefallen sind |      |           |
| 2001      | Gertrud Heinzelmann (1914–1999)         | Zürich, Münzplatz 3 (nicht mehr vorhanden)                                       | Gedenktafel gestiftet von der Gesellschaft zu Fraumünster anlässlich des Zürcher Sechseläutens.                                               |      |           |
| 2002      | Hedwig ab Burghalden                    | Zürich, Lindenhof, Taubenhaus                                                    | Gedenktafel gestiftet von der Gesellschaft zu Fraumünster anlässlich des Zürcher Sechseläutens.                                               |      |           |
| 2003      | Laure Wyss (1913–2002)                  | Zürich, Winkelwiese 6                                                            | Gedenktafel gestiftet von der Gesellschaft zu Fraumünster anlässlich des Zürcher Sechseläutens.                                               |      |           |
| 2004      | Emilie Kempin-Spyri (1853–1901)         | Zürich, Rämistrasse 74, Rechtswissenschaftliches Institut der Universität Zürich | Gedenktafel gestiftet von der Gesellschaft zu Fraumünster anlässlich des Zürcher Sechseläutens.                                               |      |           |
| 2005      | Mileva Einstein-Marić (1875–1948)       | Zürich, Huttenstrasse 62                                                         | Gedenktafel gestiftet von der Gesellschaft zu Fraumünster anlässlich des Zürcher Sechseläutens.                                               |      |           |
| 2005      | Barbara Schaufelberger (1645–1718)      | Zürich, Storchengasse 19, Haus «Zur kleinen Bibel»                               | Gedenktafel gestiftet von der Gesellschaft zu Fraumünster anlässlich des Zürcher Sechseläutens.                                               |      |           |
| 2008      | Lydia Welti-Escher (1858–1891)          | Zürich, Lydia-Welti-Escher-Hof beim Kunsthaus Zürich                             | Gedenktafel gestiftet von der Gesellschaft zu Fraumünster anlässlich des Zürcher Sechseläutens.                                               |      |           |
| 2010      | Marie Heim-Vögtlin (1845–1916)          | Zürich, Hottingerstrasse 25                                                      | Gedenktafel gestiftet von der Gesellschaft zu Fraumünster anlässlich des Zürcher Sechseläutens.                                               |      |           |
| 2011      | Charlotte Birch-Pfeiffer (1800–1868)    | Zürich, Schauspielhaus                                                           | Gedenktafel gestiftet von der Gesellschaft zu Fraumünster anlässlich des Zürcher Sechseläutens.                                               |      |           |
| 2012      | Elisabeth Feller (1910–1973)            | Zürich, Stockerstrasse 9                                                         | Gedenktafel gestiftet von der Gesellschaft zu Fraumünster anlässlich des Zürcher Sechseläutens.                                               |      |           |
| 2013      | Rosa Gutknecht (1885–1959)              | Zürich, Zwingliplatz 1, Haus «Zum Loch»                                          | Gedenktafel gestiftet von der Gesellschaft zu Fraumünster anlässlich des Zürcher Sechseläutens.                                               |      |           |
| 2015      | Mathilde Escher (1808–1875)             | Zürich, St. Annagasse 1                                                          | Gedenktafel gestiftet von der Gesellschaft zu Fraumünster anlässlich des Zürcher Sechseläutens.                                               |      |           |
| 2016      | Maria Fierz (1878–1956)                 | Zürich, Schanzengraben 29                                                        | Gedenktafel gestiftet von der Gesellschaft zu Fraumünster anlässlich des Zürcher Sechseläutens.                                               |      |           |
| 2017      | Anna Bullinger-Adlischwyler (1506–1664) | Zürich, Zwingliplatz 4, Pfarrhaus des Grossmünsters                              | Gedenktafel gestiftet von der Gesellschaft zu Fraumünster anlässlich des Zürcher Sechseläutens.                                               |      |           |
| 2023      | Katharina Gmünder Jud (1493–1583)       | Zürich, St. Peterhofstatt                                                        | Gedenktafel gestiftet von der Gesellschaft zu Fraumünster anlässlich des Zürcher Sechseläutens.                                               |      |           |
| unbekannt | Marthe Gosteli (1917–2017)              | Worblaufen                                                                       | |      |           |
| unbekannt | Wibrandis Rosenblatt (1504–1564)        | Basel, Allschwilerplatz, Oekolampad-Kirche                                       | |      |           |